# Парус (программный продукт)
Парус — серия программных продуктов, предназначенных для автоматизации деятельности организаций сектора государственного и муниципального управления, а также коммерческих предприятий, выпускаемых одноимённой российской компанией. Распространена на предприятиях и в учреждениях России и Украины.

## История
Первый программный продукт «Парус» появился в 1989 году, это была система для расчёта зарплаты в Центральной клинической больнице РАН.
В 1990 году была учреждена «Корпорация Парус», основатели её большей частью служили в вычислительном центре главного штаба военно-морского флота. В 1992 году создана программа «Парус-Бухгалтерия», в 1994 году — программный комплекс «Парус-Бюджет».
Программный продукт «Парус» используется в федеральных и региональных органах власти, органах местного самоуправления, бюджетных учреждениях, коммерческих организациях.
По состоянию на 2012 год поддерживаются продукты на различных платформах:
- Парус 7 — архитектура «файл-сервер» с использованием системы управления базами данных FoxPro;
- Парус 8 — с двухзвенной архитектурой «клиент-сервер» с использованием Oracle Database;
- Парус 10 — с трёхзвенной архитектурой, позволяющей работать под управлением как Microsoft Windows, так и Linux (как серверная часть, так и клиентская часть)[1].

## Линейки программных продуктов «Парус»
- «Парус-Бюджет 7» — тиражное решение для государственных учреждений;
- «Парус-Предприятие 7» — тиражное решение для малого и среднего бизнеса;
- «Парус-Бюджет 8 (on Oracle)» — система автоматизации министерств, крупных государственных учреждений;
- «Парус-Предприятие 8 (on Oracle)» — корпоративная система;
- «Парус-Предприятие 8SE (on Oracle)» — корпоративная система для среднего бизнеса (до 50 лицензий, меньшее количество модулей);
- «Парус-Бюджет 10» — тиражное решение для государственных учреждений;
- «Парус-Страхование» — проектное решение для страховых компаний.

Ранее выпускались программы: «Парус 4 (для DOS)» (поддержка прекращена в 2006 году), корпоративная система «Парус 5» реализованная на системе управления базами данных Btrieve/Pervasive PSQL (частично закрыта в 2000, полностью в 2006), «Парус 4W» и модификация для сельскохозяйственных предприятий «Парус АПК», разработанные Санкт-Петербургским центром разработки и аналитический комплекс «Портфель управляющего».